# Red Springs
Red Springs is een plaats (town) in de Amerikaanse staat North Carolina, en valt bestuurlijk gezien onder Hoke County en Robeson County.

## Demografie
Bij de volkstelling in 2000 werd het aantal inwoners vastgesteld op 3493.
In 2006 is het aantal inwoners door het United States Census Bureau geschat op 3518, een stijging van 25 (0,7%).

## Geografie
Volgens het United States Census Bureau beslaat de plaats een oppervlakte van
7,3 km², geheel bestaande uit land. Red Springs ligt op ongeveer 61 m boven zeeniveau.

## Plaatsen in de nabije omgeving
De onderstaande figuur toont nabijgelegen plaatsen in een straal van 16 km rond Red Springs.